# B-frack

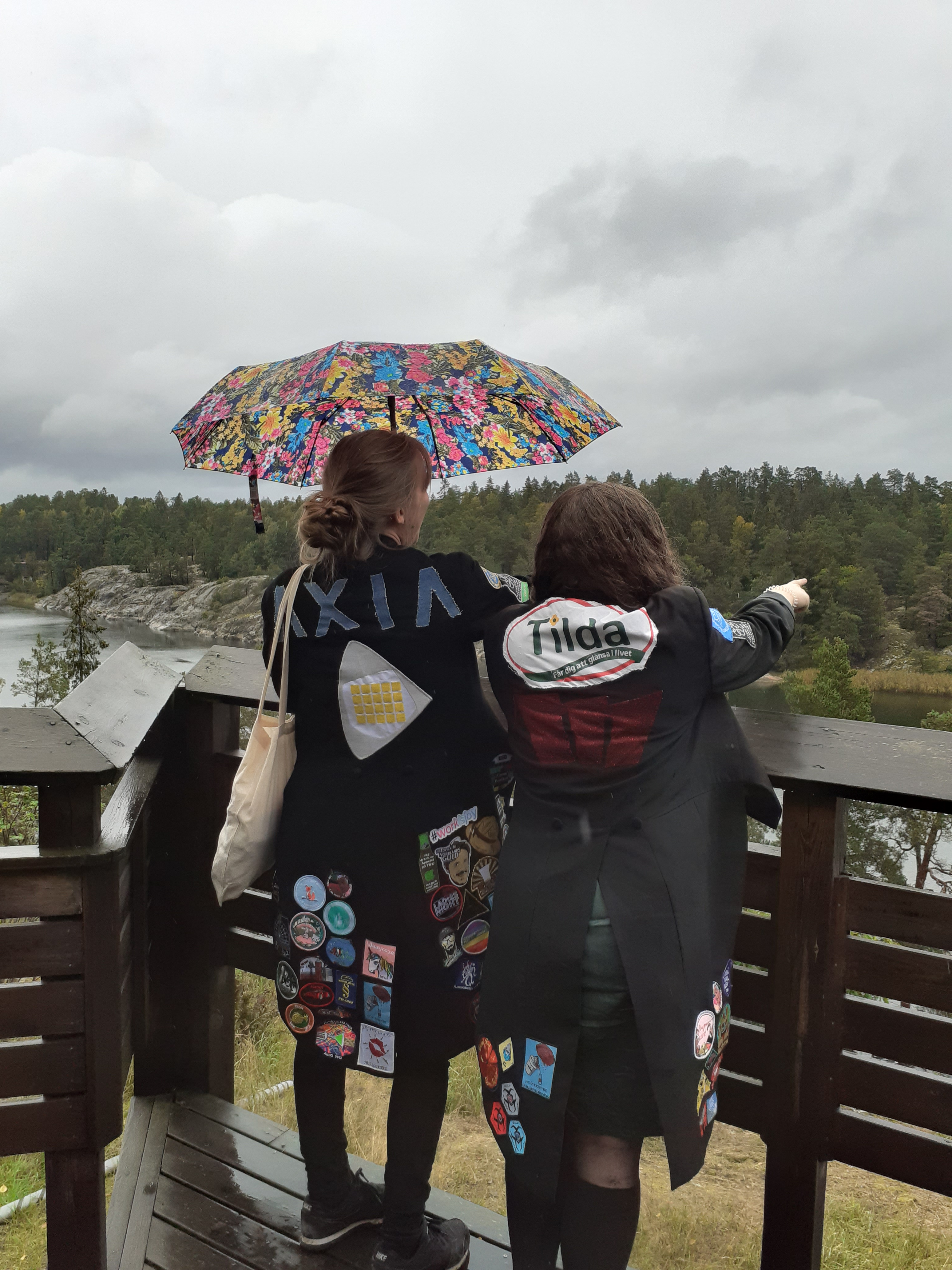
En median och maskinare i frackar vid THS sportstuga, Osqvik.

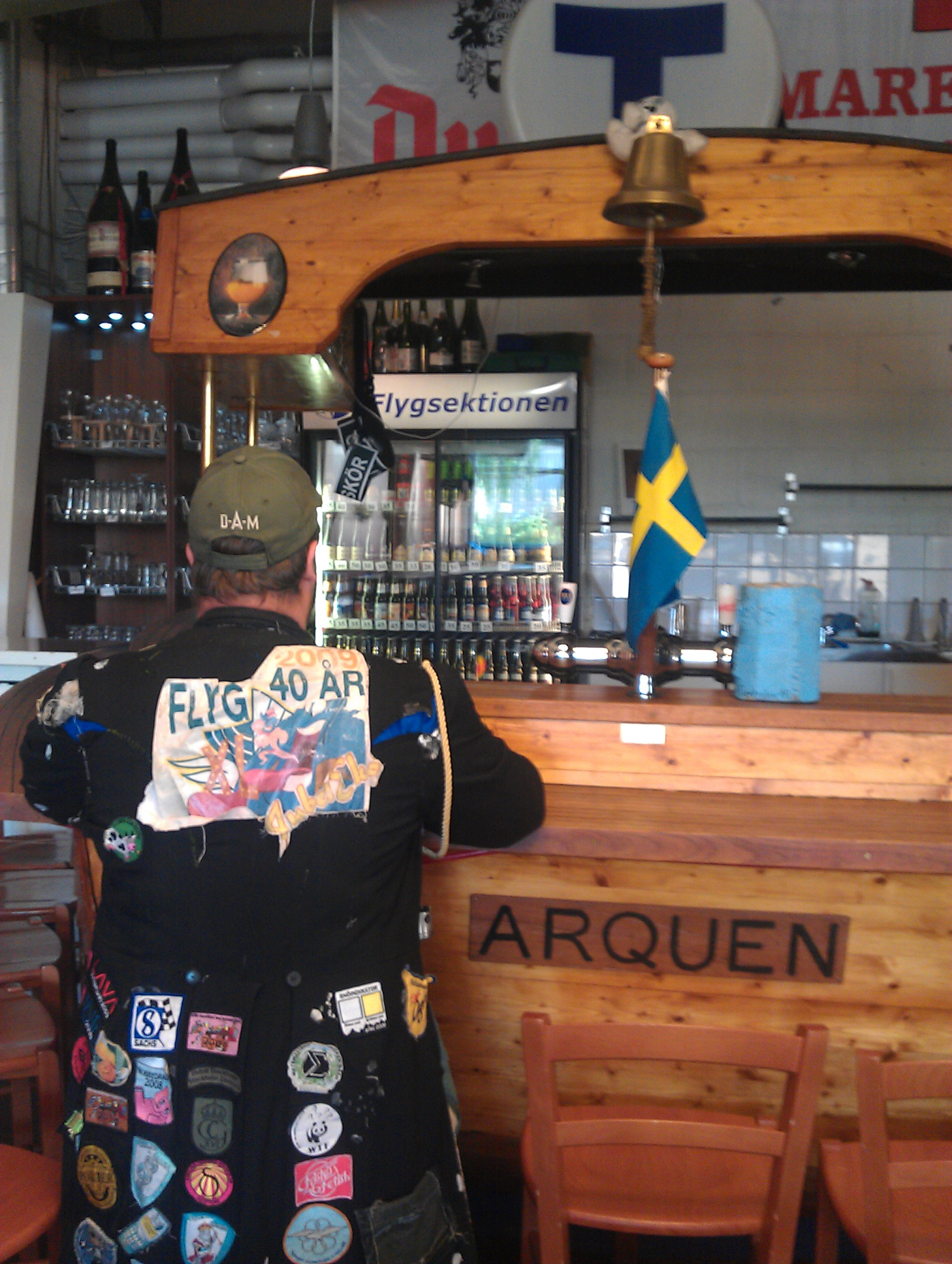
Teknolog på flygsektionen, KTH, iförd b-frack.

En b-frack eller spyfrack är en begagnad frackrock använd som festplagg av högskolestudenter som ett alternativ till studentoverallen. En reguljär frack kallas i sammanhanget A-frack. B-frack bärs framför allt vid Kungliga Tekniska högskolan av teknologer som studerar maskinteknik, farkostteknik, medieteknik eller design och produktframtagning,  doktorander (då kantad med guldband), samt medlemmar i PromenadorQuestern (av de senare kallad P-frack). 
På Chalmers tekniska högskola bärs motsvarande plagg främst av Allianceorchestret och kalasteknologer. 
Vid LTH bärs motsvarande festplagg av styrelsemedlemmar (och emeritus) från elektroteknik ofta tillsammans med teknolog-overallen.
Vid LiTH används frack av medlemmar i de olika sektionernas sexmästerier där vissa sexmästerier använder dem under verksamhetsåret och vissa först efter att de "skiftat av". 
B-frack bärs också av Bonnkapälle i Linköping, prydd med östgötaflaggan samt korslagd dynggrep och basfiol.
B-fracken sägs ha uppstått runt år 1900, då frack var den enda tänkbara festklädseln för en teknolog. Vid mindre formella fester hade man då en smutsig frack som man kunde vara mindre rädd om. Under 1900-talet har fracken gradvis bytts ut mot studentoverallen. En orsak kan vara att den senare är slitstarkare och tål utomhusaktiviteter bättre, en annan kan vara att tillgången på begagnade frackar minskat med åren.